# Hồ Thủy
Hồ Thủy (sinh năm 1957) là nữ Thiếu tướng Quân đội nhân dân Việt Nam. Bà nguyên là Giám đốc Bảo hiểm xã hội Bộ Quốc phòng.

## Sự nghiệp
Bà Hồ Thủy có cha là Hồ Sỹ Ngận. Người gốc làng Võ Thuận, Triệu Thuận, Triệu Phong, Quảng Trị.
Bà quê tại Tuy Hòa, Phú Yên
Năm 1974, học xong cấp 3, bà thi đỗ vào Khoa Vật Lý, Đại học Sư phạm Hà Nội 1.
Năm 1978, tốt nghiệp Đại học Sư phạm Hà Nội 1 ra trường.
Năm 1979, bà được tuyển dụng vào phục vụ trong quân đội, làm Giáo viên Trường Dự bị bay, Quân chủng PKKQ
Năm 1982, bà được điều sang làm việc tại Cục Chính sách, Bộ Quốc phòng và làm việc trong 26 năm. Bà đã trải qua nhiều công việc chuyên môn (nghiên cứu, tiếp công dân, giải quyết đơn thư)...
Năm 1995, bà thi đỗ Khoa Tài chính - Ngân hàng, Đại học Kinh tế Quốc Dân Hà Nội.
Năm 1997, bà thi đỗ Học viện Chính trị - Quân sự.
Năm 2008, bà được bổ nhiệm làm Giám đốc Bảo hiểm xã hội Bộ Quốc phòng.
Thăng quân hàm: Đại tá (9/2003); Thiếu tướng (12/2011).

## Gia đình
Cha của bà là Đại tá Hồ Sỹ Ngận, thư ký riêng cho các Đại tướng Võ Nguyên Giáp và Văn Tiến Dũng.